# القوارة (بريدة)
القوارة، هي أحد مراكز منطقة القصيم حيث تقع إلى الشمال من مدينة بريدة حاضرة المنطقة بحوالي 60 كيلو متراً حيث تعتبر البوابة الشمالية لمنطقة القصيم، وتعتبر القوارة قطاعا تعليمي يبتدأ من مركز القوارة وحتى نهاية الحدود الشمالية لمنطقة القصيم، وهي منطقة زراعية معروفة تنتشر فيها المزارع الحديثة والبدائية على حد سواء بالإضافة إلى تميزها بالعدد الكبير من النخيل.

## التاريخ
القوارة بلد تاريخي كانت لعيسى بن جعفر أحد ولاة العصر العباسي، كان ينزلها أهل البصرة إذا أرادوا المدينة على قوافل الحج، وقيل أنها ماء لبني يربوع.حيث يتضح عمق التاريخ بالعدد الكبير للآثار الموجودة في القوارة ومنها حي الهلالية الذي ينسب إلى قبيلة بني هلال التي منها الفارس الشهير أبو زيد الهلالي حيث لا زالت المنطقة تحتفظ ببعض الآثار حتى الآن.
كما يوجد في المنطقة مايعرف بـ(درب زبيدة) حيث يقع في فيضة (بقرية إلى الجنوب الغربي من البلدة والذي ينسب إلى زبيدة بنت أبي جعفر المنصور زوجة الخليفة العباسي هارون الرشيد.

## الزراعة في القوارة
القوارة بلد زراعي حيث كانت تزدهر فيه زراعة النخيل بشكل خاص ويبدو هذا واضحاً من خلال الآبار العديدة المهجورة والنخيل القديم الذي يصل طوله إلى أكثر من 20 متراً خصوصاً في حي العشري والتميمية والفريسة.
أما في الوقت الحاضر فلا زالت القوارة تحتفظ بهذه الميزة التي جعلتها من أهم مدن القصيم الزراعية من خلال ماتضم من مزارع متطورة على احدث الطراز.

## منتزهات القوارة
مما تمتيز به القوارة وجود المنتزهات البرية مثل (صلاصل، بقرية، الجرذانية، الدحمول) حيث تستقطب هذه المنتزهات الطبيعية هواة الطلعات البرية في فصل الربيع من جميع مناطق القصيم وحائل
ومن خلال جولة على هذه المنتزهات نكتشف عبق التاريخ الذي يتأصل فيها فيقول جرير في صلاصل
ووصفها العبودي بأنها : جو منخفض شديد الانخفاض، بل إنك تنزل إليه إلى سهل، ثم تنزل مرة ثانية من ذلك السهل إلى روضة خصبة,
وذكر الحموي في معجم البلدان قول تليد العبشمي:
شفينا الغليل من سمير وجعون ** وأفلتنا رب الصلاصل عامر
وقال نصر: هو ماء لبني عامر ابن جذيمة من عبد القيس، قال: وذكر أن رهطا من عبد القيس وفدوا على عمر بن الخطاب، ، فتحاكموا إليه في هذا الماء، أعني الصلاصل، فأنشده بعض القوم قول تليد العبشمي هذا فقضى بالماء لولد عامر هذا.
وأول هذه الأبيات:
أتتنا بنو قيس بجمع عرمرم ** وشنٍ وأبناء العمور الاكابر
فباتوا مناخ الصيف، حتى إذا زقا ** مع الصبح في الروض المنير العصافر

## حصان القوارة
يوجد في القوارة الجبل الشهير (حصان القوارة) حيث وردت له عدة تسميات قديمة منها (القارة) و(ضلفع) 
حيث أورد الحموي في معجم البلدان قول أبو محمد الأسود : ضلفع فقارة طويلة بالقوارة وهي ماءة وبها نخل من خيار دار ليلى لبني أسد بين القصيمة وسادة، قال جامع بن عمرو بن مرخية:
'بدت لي وللتيمي صهوة ضلفع ** على بعدها مثل الحصان المحجل"'

## القوارة الحاضر
حققت القوارة كغيرها من مدن ومحافظات القصيم قفزات تنموية وحضارية هائلة وذلك حيث امتدت لها يد العمران والتطوير مثلما امتدت إلى جميع مدن ومحافظات الوطن
حيث يوجد بالقوارة الآن العديد من الدوائر الحكومية أهمها المركز الإداري والبلدية والمحكمة الشرعية ومركز هيئة الأمر بالمعروف والنهي عن المنكر ومكتب بريد ومستشفى القوارة العام والمركز الصحي. كذلك يوجد بالقوارة لجنة تنمية اجتماعية أهلية تابعة لمركز التنمية الاجتماعية بالقصيم. ومكتب تعاوني للدعوة والإرشاد وتوعية الجاليات. وجمعية البر الخيرية.
كما يوجد في القوارة 10 مدارس للبنين والبنات بمختلف المراحل جميعها في مباني حكومية عدا (الابتدائية الثانية للبنات وابتدائية تحفيظ القرآن الكريم للبنات)

## القوارة شعراً
تغنى بالقوارة العديد من الشعراء سواءً من سكانها أو من استمتعوا بزيارتها فيقول الشاعر عبد الرحمن بن عوض الحربي
بها استوقفت للنظر الرفاقا ** وقد همّوا من الربع انطلاقا
قفوا لي برهةً عيناي فيها** تأمل مربعاً للقلب شاقا
وتزداد الجوانح من هواها**وقد هبَّت نسائمها رقاقا
تأرج بالخزامى والأقاحي**بنفحٍ للأنوف زكى وراقا
دعوني أغمض الجفنين شوقاً**على مزدانة الصور ائتلاقا
ويقول الشاعر خلف عتاق الفريدي الحربي
علاقـةٍ بينـي وبيـن القـوارة**مثل العلاقة بين عاشق ومعشوق
ديرة هل التوحيد وأهل الصطـارة**أحبها والشاهد المستـوي فـوق
أحبهـا وأحـب شمّـة اغبـاره**ونخيلها اللي كلها ظل وعـذوق
وسهولهـا وجبالهـا والزبـارة**وفياضها اللي تدهله شمّخ النوق
اللي اليا شميت ريحـة حسـاره**اليا اختلط في وسطها كل زملوق
يزول عن كبدي ركود الحضـارة**ويعود لي حبٍ من القلب مسروق

## انظر ايضاً
- القصيم
- بريدة

## وصلات خارجية
- منتديات القوارة.
- القوارة.. بلد النخيل و«جبل الحصان».